# Killerpilze
Killerpilze – niemiecki zespół muzyczny grający pop punk. Powstał w roku 2003 w Dillingen an der Donau, jego profesjonalna kariera zaczęła się w 2006 roku,  kiedy to grupa wylansowała piosenkę „Richtig Scheiβe”. Killerpilze tworzy obecnie trzech muzyków: Johannes Halbig, Mäx Schlichter, i Fabian Halbig. Jo i Mäx są autorami tekstów, a Fabi wymyśla tytuły piosenek. Wielu krytyków uważało, że Killerpilze powtórzy sukces innego niemieckiego zespołu – Tokio Hotel, jednak zespół poszedł w innym kierunku muzycznym.

## Członkowie zespołu
- Johannes Jo Halbig (założyciel i lider zespołu), ur. 30 lipca 1989 – śpiew, gitara elektryczna, pianino
- Fabian Fabi Halbig, ur. 23 grudnia 1992, brat Johannesa – perkusja, trąbka
- Maximilian Mäx Schlichter, ur. 3 lipca 1988 – gitara, śpiew

## Byli Członkowie
- Andreas Schlagi Schlagenhaft, ur. 9 września 1988 – gitara basowa

## Dyskografia

### Albumy
- 2004 Von Vorne Durch die Punkallee
- 2006 Invasion der Killerpilze
- 2007 Mit Pauken Und Raketen
- 2010 Lautonom
- 2011 Ein bisschen Zeitgeist
- 2013 Grell
- 2016 High

### Single
- 2006
  - Richtig Scheiße (auf 'ne schöne Art und Weise)
  - Springt hoch
  - Ich kann auch ohne dich
- 2007
  - Liebmichhassmich
  - Ich brauche nicht
  - Stress im Nightliner
  - Letzte Minute
- 2008
  - Verrockt (Camp Rock)
- 2010
  - Drei
  - Am Meer
  - Plastik